# Sinobambusa henryi
Sinobambusa henryi är en gräsart som först beskrevs av Mcclure, och fick sitt nu gällande namn av Cheng De Chu och Chi Son Chao. Sinobambusa henryi ingår i släktet Sinobambusa och familjen gräs. Inga underarter finns listade i Catalogue of Life.